# Marc-Michel Le Bevillon
 (novembre 2023).
La mise en forme du texte ne suit pas les recommandations de Wikipédia : il faut le « wikifier ».
Les points d'amélioration suivants sont les cas les plus fréquents. Le détail des points à revoir est peut-être précisé sur la page de discussion.
- Les titres sont pré-formatés par le logiciel. Ils ne sont ni en capitales, ni en gras.
- Le texte ne doit pas être écrit en capitales (les noms de famille non plus), ni en gras, ni en italique, ni en « petit »…
- Le gras n'est utilisé que pour surligner le titre de l'article dans l'introduction, une seule fois.
- L'italique est rarement utilisé : mots en langue étrangère, titres d'œuvres, noms de bateaux, etc.
- Les citations ne sont pas en italique mais en corps de texte normal. Elles sont entourées par des guillemets français : « et ».
- Les listes à puces sont à éviter, des paragraphes rédigés étant largement préférés. Les tableaux sont à réserver à la présentation de données structurées (résultats, etc.).
- Les appels de note de bas de page (petits chiffres en exposant, introduits par l'outil «  Source ») sont à placer entre la fin de phrase et le point final[comme ça].
- Les liens internes (vers d'autres articles de Wikipédia) sont à choisir avec parcimonie. Créez des liens vers des articles approfondissant le sujet. Les termes génériques sans rapport avec le sujet sont à éviter, ainsi que les répétitions de liens vers un même terme.
- Les liens externes sont à placer uniquement dans une section « Liens externes », à la fin de l'article. Ces liens sont à choisir avec parcimonie suivant les règles définies. Si un lien sert de source à l'article, son insertion dans le texte est à faire par les notes de bas de page.
- La présentation des références doit suivre les conventions bibliographiques. Il est recommandé d'utiliser les modèles {{Ouvrage}}, {{Chapitre}}, {{Article}}, {{Lien web}} et/ou {{Bibliographie}}. Le mode d'édition visuel peut mettre en forme automatiquement les références.
- Insérer une infobox (cadre d'informations à droite) n'est pas obligatoire pour parachever la mise en page.

Pour une aide détaillée, merci de consulter Aide:Wikification.
Si vous pensez que ces points ont été résolus, vous pouvez retirer ce bandeau et améliorer la mise en forme d'un autre article.
Marc-Michel Le Bevillon, né en 1956 à Agadir au Maroc, est un contrebassiste, compositeur et arrangeur de jazz français.
Il a notamment collaboré avec des artistes comme Michel Legrand, Didier Lockwood, Eddy Louiss, Romane, Christiane Legrand, Claude Sommier, Stéphane Grappelli, Joe Pass, Patrice Peyriéras, Pierre-Gérard Verny, Serge Forte, André Charlier et Benoît Sourisse,
Guylain Deppe, Toots Thielemans, et même Ray Charles….
De 2000 à 2015, il a été professeur au Centre des Musiques Didier Lockwood et s'occupait du département basse-contrebasse.
Son actualité est la "Banda Jazz", orchestre franco-brésilien composé de Sidney Rodrigues (guitare et chant), Denis Leloup (trombone), Luis Augusto Cavani (batterie) et Xavier Desandre-Navarre (percussions). 
Sortie du disque "A FRENCH SONGBOOK", avec le quintet d'Antoine Delaunay (piano, comp. & Arr.) 
Mélanie Dahan (vocal), Gilles Barikoski (tenor sax), Marc-Michel Le Bevillon (Ctb et arr. of "Caravan"), Luc Isenmann (drums).

## Discographie
1. Jean Tricot  "Simples chansons"  Lddv 1978
2. Harry Edison & Eddie "Lockjaw" Davis  "Sweets & Jaws"  Vogue 1979
3. Claude Bolling et le Show Biz Band  "Just for fun"  WEA 1981
4. Galigaï  "Galigaï"  Open 1982
5. Jean-Loup Longnon Big Band  "Torride"  52e rue est 1984
6. Michael Lonsdale, Claude Bolling, Anne-Marie David  "Le vent tourbillon"  Frémeaux 1984
7. Claude Bolling & Yo Yo Ma  "Suite for cello & jazz trio"  CBS 1984
8. Michel Legrand Quintet  "Live At The Fat Tuesdays"  Verve 1985
9. SOS Quintet  "SOS Quintet"  IDA 1986
10. Marc Steckar  "Elephant Tuba Horde"  IDA 1986
11. Xavier Cobo  "Cobo Quintet"  OPEN 1987
12. La Bande à Badault  "En vacances au soleil"  Label bleu 1987
13. Christiane Legrand Trio  "Nul ne sait"  NTI 1989
14. Eddy Louiss  "Multicolor Feeling Fanfare"  Nocturne 1989
15. Ray Charles-Michel Legrand   "Love Makes The Changes"  (Vinyle 45 tours)  PML 1989
16. Jean-Jacques Rühlmann Big Band  "Windows"  LCDF 1990
17. DJOA  "Pigment"  Musidisc 1990
18. Colette Magny  "Inédits 91"  Scalen disc 1990
19. Viktor Lazlo  "Mes poisons délicieux"  Polydor 1991
20. Frédérique Carminati et Michel Thibault  "Tendreries"  DAM 1991
21. Michel Legrand Trio  "Parisian Blue"  Alpha records 1991
22. DJOA  "Credo créole"  Musidisc 1992
23. Michel Legrand Trio  "Autumn in Paris"  Alpha Records 1992
24. Maurice Gourgues & Jean-Yves Poupin  "Blue baroque"  Musimuse 1992
25. Yvan Dautin  "Le cœur cerise"  OLC 1992
26. Michel Legrand et Stéphane Grappelli  "Legrand-Grappelli"  Verve 1992
27. Frédérique Carminati et Michel Thibault  "Brumes"  Night and Day 1993
28. Nana Mouskouri  "Chansons de mes films préférés"  Philips 1993
29. Stéphane Grappelli  "Grappelli Story"  Verve records 1993
30. Christiane Legrand  "Chansons d'amour"  Columbia 1994
31. Francis Lemarque  "Lemarque 94"  WMD 1994
32. Michel Precastelli  "Marazul"  CC Productions 1994
33. Paul Davies Riot Trio  "Voice Off"  WMD 1994
34. Jean Guidoni  "Vertigo"  Paradox-Polygram 1995
35. Michel Legrand & Jean Guidoni  "Legrand-Guidoni"  Verve 1995
36. Michel Legrand & Toots Thielemans  "The Warm Shade Of Memory"  Alpha records 1995
37. Magali Noël  "Soleil blanc"  Dreyfus 1996
38. Roland Auzet  "La vie c'est marrant comme ça change"  IMP 1996
39. Michel Legrand & Stéphane Grappelli  "Douce France"  Verve 1996
40. Patrice Bailly Trio  "Amours bleues"  PB 001 1996
41. DJOA  "Calalou"  Night and day 1996
42. The New Guitars Unlimited  "Live"  Black and blue 1997
43. Franck Tortiller  "Vitis vinifera"  HOPI 1997
44. Benjamin Legrand-Michel Legrand  "Le Petit Journal 2"  Touchstone Records 1997
45. Pierre Adenot  "Palazzo"  Bande originale du film 1998
46. In Folio  "Papier musique"  Siesta records 1998
47. Michel Legrand  "Big Band"  Universal 1999
48. Jazz archipel  "Clin d'œil"  Musimuse 1999
49. Didier Lockwood Quartet  "Round About Silence"  Dreyfus 1999
50. Didier Lockwood-Georges Perec  "Journal d'un usager de l'espace"  Lockwood records 1999
51. Lio  "Je suis comme ça"  M10 2000
52. Emmanuel Bex  "Mauve"  Pee Wee Music 2000
53. Jim A.  "Comme un enfant"  Jim A. musiques 2002
54. Marcus Noë  (Alias Alain Richoux)  "Tout est tabou" Amoc 2001
55. Point Com  "Ci et là"  Point com 2001
56. Romane  "Romane And The Frederic Manoukian Orchestra"  Iris Music 2001
57. Bertrand Auger Quintet  "Metamorphosis"  Jim A. musiques 2002
58. Christel Assan Quintet  "Nature Boy"  Jim A. musiques 2003
59. Romane  "Djangovision" (Choc de l'année Jazzman)  Iris Music 2003
60. Romane et Stochelo Rosenberg  "Double jeu"  Iris Music 2004
61. Tangora  "Colorada"  Ames 2005
62. Sébastien Charlier  "Diatonic revelation"  Ames 2005
63. Romane et Stochelo Rosenberg  "Gypsy Guitar Masters" (Trio Live à Montpellier)  Iris Music 2006
64. Marc-Michel Le Bévillon  "Groove Color" Iris Music 2006
65. Serge Forté Trio (Guest Alain Chamfort)  "La Bohème"  Ella Productions 2007
66. JM Brisson Septet  "L'Ecole Brissonière"  Ames 2007
67. Romane et Richard Manetti  "Père & Fils"  Iris Music 2007
68. Didier Lockwood  "For Stéphane"  Ames 2008
69. Lionel Melka  "Click sur Oui"  Les Indépendants.com 2008
70. Mélanie Dahan  "La princesse et les croque-notes"  Cristal Records 2008
71. Patrice Peyriéras  "Chants de Noël"  JVC Music 2009
72. Francis Demange Quartet  "Living Standards"  Jim A.Music 2009
73. Vicken Tarpinian  "Nortar"  Corydalis 2009
74. Eddy Louiss  "D'un jour à l'autre"  Tempo 11 2009
75. Romane & Stochelo Rosenberg  "Tribulations"  Universal 2010
76. Serge Forte Trio  "Vaïna Latin Project"  Ella Production 2010
77. Marcel Campion  "Copain Django"  Frémeaux et associés 2010
78. Laurent Assoulen  "Music/Musc"  Laurent Assoulen 2011
79. Mélanie Dahan  "Latine"  Harmonia Mundi 2011
80. Romane & Stochelo Rosenberg  "Gipsy Travelogue"  koka media 2011
81. Hiroko Ito  "Rendez-vous sous les cerisiers"  Corydalis 2011
82. Hajime Yamazaki  "Aimer"  Corydalis 2013
83. Patrice Peyriéras  (En trio avec Sébastien Debard)  "Place de la Boca"  (Musique du spectacle de mimes japonais Cava's barber) Corydalis 2013
84. Zoom  "Le meilleur du Zoom Top Orchestra"  OP Music 2014
85. Eric Bouvelle  "L'anthologie de l'accordéon"  Boulevard Studio 2014
86. Compositeur de la musique du spectacle  "Si la reine ne veut pas"  de Zazie Hayoun et François Grosjean  en… il y a longtemps!
87. Compositeur pour le disque de Jean Olivet  "J'ai dans la tête"  JO 001 1991
88. Compositeur/arrangeur pour le disque de Nantes Open Jazz Compagnie  "Miscellaneous Songs"  CC Productions 1991
89. Compositeur pour le disque "Concours national de Jazz à la Défense" Adiam 92 1997
90. Arrangeur d'un morceau dans le disque "Big Band" de Michel Legrand Universal 1999
91. Compositeur/arrangeur pour le disque de Pan à Paname steel band  "soka rakaï"  Gemini Music 2000
92. Compositeur de la musique du film  "Le bal des espèces"  de Caroline Philibert en 2001
93. Compositeur pour le disque de Jean Olivet   "Père Noël, s'il te plaît"  2016
94. Un morceau avec Mélanie Dahan dans la compilation de "nosEnchanteurs":  Georges Brassens "Le fidèle Absolu"
95. Pierre-Gérard Verny "Le Carnav'Jazz Des Animaux" 2020
96. Fanja Rahajason Pierre-Gérard Verny "Bull' de Swing" 2021
97. Le Groupe Vocal Graffiti chante "les demoiselles de Rochefort" À Cœur Joie 2022
98. Antoine Delaunay Quintet "A French Songbook" 2024
99. Pierre Richard et Jazzafable "Swing de La Fontaine" VA 2024